# 鸟取县旗
鸟取县旗（日语：／ Tottori ken ki）是日本的47面都道府县旗之一。该条目是对鸟取县旗以及鸟取县章（日语：／）的解说。

## 概要
1968年10月23日，为了纪念明治维新100周年，鸟取县制定了鸟取县旗、鸟取县章。主要设计理念是一个鸟形的“と”，体现出自由、和谐的主题，以及对明天的鸟取县进步的期望。
县旗用绀青作底色，在中央用白色盖上县章。

## 脚注
1. ↑  鳥取県の県章及び県旗[永久]